# Голосник

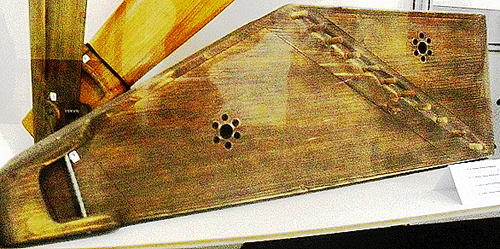
Голосник на одинадцятиструнних крилоподібних гуслях

Голосник, голосники, акустичний глечик — керамічні посудини або камери невеликих розмірів, що їх використовували в кладці стін або склепінь, звернені горловинами в бік внутрішнього простору будівлі. Голосники закладались для поліпшення акустичних властивостей, іноді — для зменшення ваги склепіння. Акустичний глечик відомий з античних часів під грецькою назвою ехея (ηχεία, буквально відлуння ), або звучні вази. Жодних прикладів із стародавнього світу не збереглося,  але приклади середньовіччя знаходяться приблизно в 200 церквах, приблизно половина з них у Франції.
Голосниками також називають круглі або фігурні отвори на деці струнних музичних інструментів — гуслях, домрі тощо.